# Enya (album)
Enya er soundtracket til BBC dokumentarserien The Celts fra 1987. Det er også den irske sanger, pianist og komponist Enyas debutalbum som solokunstner.
Albummet blev genudgivet som The Celts i 1992.

## Baggrund
Albummet blev oprindeligt udgivet i Storbritannien af BBC på deres eget pladeselskab og først senere udsendt i Nordamerika af Atlantic Records. Det nåede #69 på UK Albums Chart i juni 1987. I 1992 genudgav Warner Music en redigeret version af albummet under navnet The Celts.
Albummet inkluderer kun en del af den musik, som Enya komponerede til dokumentarserien. I 1992 blev der udgivet et hidtil uudgivet nummer kaldet "Eclipse" som en B-side til singlen "The Celts", i forbindelse med genudgivelsen af albummet. I 2005 blevet der udgivet endnu et uudgivet nummer fra samme periode kaldet "Spaghetti Western Theme", som var skrevet i samme stil som Hugo Montenegro. Den blev udgivet som en single til "Amarantine", til minde om en af producerne fra tv-serien.
Filmskaber David Bickley genudgav senere musikken fra soundtracket til The Memory of Earth, som var en del af dokumentartrilogien Mythological Lands. Sangen "Boadicea" blev også brugt på soundtracket til den amerikanske film Sleepwalkers fra 1992.

## Spor
All musik komponeret af Enya.
| Nr.           | Titel | Lyrics          | Længde |
| ------------- | --- | --------------- | ------ |
| 1.            | "The Celts" | Enya, Roma Ryan | 2:50   |
| 2.            | "Aldebaran" (dedikeret til Ridley Scott)                                                                                           | Enya, Roma Ryan | 3:05   |
| 3.            | "I Want Tomorrow" | Roma Ryan       | 4:02   |
| 4.            | "March of the Celts" | Enya, Roma Ryan | 3:10   |
| 5.            | "Deireadh an Tuath" (Titlen er irsk for "End of the Tribe")                                                                        | Enya, Roma Ryan | 1:43   |
| 6.            | "The Sun in the Stream" |                 | 2:55   |
| 7.            | "To Go Beyond (I)" |                 | 1:20   |
| 8.            | "Fairytale" |                 | 3:03   |
| 9.            | "Epona" |                 | 1:36   |
| 10.           | "Triad: St. Patrick / Cú Chulainn / Oisin" ("St. Patrick" er en irsk folkemelodi. "Cú Chulainn" og "Oisin" er komponeret af Enya.) |                 | 4:25   |
| 11.           | "Portrait" |                 | 1:23   |
| 12.           | "Boadicea" |                 | 3:30   |
| 13.           | "Bard Dance" |                 | 1:23   |
| 14.           | "Dan y Dŵr" (Titlen er walisisk for "Under the Water")                                                                             | Roma Ryan       | 1:41   |
| 15.           | "To Go Beyond (II)" |                 | 2:50   |
| Total længde: | Total længde: | Total længde:   | 39:06  |

Spor 2: Aldebaran er den klareste stjerne i stjernebilledet Tyren.
Spor 9: Epona er gudinde i Gallo-Romansk religion.
Spor 10: Cú Chulainn er en kulturhelt fra de Britiske Øer; Oisin er et drengenavn på flere keltiske sprog.
Spor 12: Boadicea var en icenerdronning som ledte et oprør mod den romerske besættelsesmagt i år 61.
Spor 14: Titlen "Dan y Dŵr" (walisisk for "Under the Water") hentyder til den forsætlige oversvømmelse af den walisiske landsby Capel Celyn.

## Sampling af andre kunstnere
The Fugees samplede "Boadicea" fra dette album til deres sang "Ready or Not" på deres album The Score fra 1996. Enya forberedte sig på at sagsøge gruppen for overtrædelse af copyright fordi de ikke havde spurgt hende om lov eller krediteret hende. Efter hun fandt ud af, at The Fugees ikke var gangsterrappere opgav hun at fortsætte sagmålet, men der blev sat klistermærker på The Score, der gav Enya anerkendelse for hendes arbejde. Mario Winans samplede også "Boadicea" til melodien af sangen "I Don't Wanna Know". Produceren P. Diddy kontaktede Enya personligt for at bede om lov, og gav hende 60 procent af royalties. Hendes navn blev også nævnt på sangen ("Mario Winans featuring Enya and P. Diddy"), som viste sig at blive et hit, hvorfor hendes navn optrådte på andenpladsen på Hot R&B/Hip-Hop Singles & Tracks hitlisten i 2004. Sangen blev også samplet til svar-sangen "You Should Really Know" af The Pirates featuring Shola Ama, Naila Boss & Ishani som toppede som #8 på UK Singles Chart. "Boadicea" (med "Ready or Not") blev også samplet af Nina Sky til deres single "Time to Go" featuring Angie Martinez, fra mixtapet præsenteret af Cipha Sounds.
Titelnummeret blev brugt som temamusik til sportsshowet Gaelic Games som blev sendt i Storbritannien på Channel 4 i 1990'erne.
Den italienske hardstyle DJ Francesco Zeta's (Argese Francesco) 2008 sang "Fairyland" brugte også en sampling fra "Boadicea". I 2011 blev en mindre del af "Boadicea" brugt til sangen "Der erste Winter" af den tyske sanger Cassandra Steen, som udgav den på albummet Mir so nah. I 2012 lavede han en anden version kaldet "ReAmp" som endnu engang brugte samplingen. Ligeledes i 2012 brugte hip hopkunstneren Meek Mill en sampling af "Boadicea" til sit mixtape Dreamchasers 2 på en sang navngivet efter The Fugees' sang, "Ready or Not".

## The Celts
Enya blev genudgivet med et nyt cover under titlen The Celts i 1992. Albummet blev remastered af Arun Chakraverty, som også var mastering engineer på Enyas 1995 album The Memory of Trees. Albummets cover og albumnotater var layoutet af grafikereren Sooky Choi, som også var grafisk designer på The Memory of Trees. Fotografiet til albumcoveret er taget af David Scheinmann.
På denne version er "Portrait" navngivet "Portrait (Out of the Blue)" i en udvidet udgave. Denne udvidede version blev tidligere udgivet i 1988 som "Out of the Blue" som en B-side til singlen "Orinoco Flow". Tre andre sange er ligeledes lidt længere end de oprindelige udgaver på Enya: "The Celts" (spor 1), "March of the Celts" (spor 4) og "To Go Beyond (II)" (spor 15).

## Personel
- Patrick Halling – violin
- Arty McGlynn – elektrisk guitar
- Liam O'Flynn – Uilleann pipes
- Roma Ryan – tekst, yderligere vokaler
- Enya – alle andre instrumenter, vokal